# 34404 Jaybuddi
34404 Jaybuddi este o planetă minoră (asteroid), cu un diametru de 2,289 km, din centura de asteroizi. A fost descoperită pe 2 septembrie 2000 la Experimental Test Site⁠(d) de Lincoln Near-Earth Asteroid Research. 
Obiectul prezintă o orbită caracterizată de o semiaxă mare de 2,32746 UAi, o excentricitate de 0,09, o înclinație de 3,21765 ° în raport cu ecliptica.